# Metagonimus romanicus
Metagonimus romanicus ist ein zu den Saugwürmern gehörender Parasit aus der Familie der Heterophyidae. Er kommt vor allem in Österreich, der Slowakei, der Ukraine auf der Balkanhalbinsel und der nordwestlichen Türkei vor. Die Adulten befallen den Darm von Hunden, Füchsen, Katzen und fischfressenden Vögeln. Ob Infektionen des Menschen (Metagonimose) vorkommen können, ist ungewiss, natürlicherweise spielen sie aber durch die Verzehrgewohnheiten im Verbreitungsgebiet (kein roher Fisch, gewöhnlich entschuppt) keine Rolle.

## Merkmale
Metagonimus romanicus hat einen birnenförmigen Körper, der im hinteren Drittel am breitesten ist. Er ist etwa 1 mm lang und 0,5 mm breit. Die Körperoberfläche ist, außer am Hinterende und um den Ventrogenitalsack, mit Dornen besetzt. Der Mundsaugnapf liegt subterminal und trägt keine Dornen oder Anhänge. An den Lippen des Mundsaugnapfs sitzen mehrere, vermutlich sensorische Papillen. Über den Körper sind kleine dunkle Körnchen verstreut, insbesondere in der Vorderhälfte. Der Pharynx ist oval und ausgesprochen muskulös. Hinter dem Pharynx liegen große Drüsenzellen. Der Nervenring liegt hinter dem Pharynx, und die von ihm ausgehenden Hauptstränge ziehen Richtung Hinterende und kreuzen die Blinddärme am Vorderende des Bauchsaugnapfs. Der Ösophagus verläuft gerade, die Darmgabel liegt prääquatorial. Die beiden Blinddärme sind eng und lang und reichen bis fast an das Hinterende, über den hinteren Hoden hinaus. Ihr Endabschnitt ist leicht nach innen gebogen.
Der Ventrogenitalkomplex ist schräg angeordnet, seine Achse ist nach vorn-links orientiert. Der Bauchsaugnapf stülpt sich in den Ventrogenitalsack vor. Er ist muskulös, länglich bis oval und größer als der Mundsaugnapf. Der Ventrogenitalsack ist dickwandig, oval und trägt an seiner Wand zwei Gonotylen. Das ventrale Gonotyl ist markant, lappenartig und überdeckt die Geschlechtsöffnung teilweise. Das kleinere dorsale Gonotyl ist fleischig und breiter als lang.
Die beiden Hoden liegen bauchseitig und sind breitoval bis rund. Sie liegen nahe beieinander, aber diagonal zueinander, wobei der rechte Hoden weiter hinten liegt und fast das Hinterende erreicht. Das Samenbläschen ist voluminös und liegt hinter dem Bauchsaugnapf und vor dem Ovar. Cirrus und Cirrussack fehlen. Die Pars prostatica ist kurz und von Prostatazellen umgeben. Der Ejakulationsgang ist kurz, dickwandig, verbindet sich mit dem Metraterm und bildet so einen dickwandigen Zwittergang (Genitalatrium), der in den Ventrogenitalsack mündet.
Das Ovar ist kompakt, glatt, oval bis rund und liegt median zwischen Samenbläschen und vorderem Hoden. Das querovale Receptaculum seminis liegt dorsal, ist voluminös und liegt rechts bis nahe an das Ovar. Die Mündung des Oviducts liegt rückenseitig des Ovars. Der Laurer-Kanal ist kurz, dickwandig und liegt vor und seitlich des Ovars. Er enthält Spermien, hat aber keine Öffnung nach außen. Das Vitellarium wird aus relativ wenigen Dotterkugeln gebildet und liegt im hinteren Viertel bis Drittel des Körpers. Der Uterus ist röhrenförmig und bildet mehrere Schlingen zwischen Bauchsaugnapf und hinterem Hoden, reicht aber nie bis hinter diesen. Die Eier sind 23–26 × 13–15 µm groß.

## Lebenszyklus
Wie alle Plagiorchiida hat der Parasit zwei Zwischenwirte. Erster Zwischenwirt sind Süßwasserschnecken wie die Gefleckte Kronenschnecke und Microcolpia daudebartii acicularis. Zweiter Zwischenwirt sind Süßwasser-, vor allem Karpfenfische. Im ersten Zwischenwirt entwickeln sich die Zerkarien, welche in den zweiten Zwischenwirt eindringen. Im Fisch entwickeln sich die ansteckenden Metazerkarien, die in Zysten in den Schuppen liegen, über die sie vom Endwirt mit dem Fisch aufgenommen werden.